# Касанка (национальный парк)
Национальный парк Касанка (англ. Kasanka National Park) — национальный парк, расположенный в округе Читамбо Центральной провинции Замбии. Касанка площадью около 390 км2 (150 кв. миль) является одним из самых маленьких национальных парков Замбии. Парк имеет среднюю высоту от 1160 м (3810 футов) до 1290 м (4230 футов) над уровнем моря. В нём есть несколько постоянных мелководных озер и водоёмов, крупнейшим из которых является Васа. Здесь протекает пять постоянных рек, самой большой из которых является река Лувомбва. Лувомбва — единственная река, которая заходит в национальный парк и вытекает в северо-западном углу. Это приток Луапулы, который выше по течению также истощает болото Бангвеулу и образует главный источник реки Конго. Хотя национальный парк Касанка является частью экосистемы Большого Бангвеулу, прямой гидрологической связи между парком и водно-болотными угодьями Бангвеулу нет.
В парке зарегистрировано 114 видов млекопитающих, включая слона, бегемота и ситатунгу. Фонд Касанка реинтродуцировал в парк ряд видов, наиболее успешными из которых являются зебра и буйвол. Около десяти миллионов Eidolon helvum (африканская соломенная крылан) мигрируют в вечнозелёный лес болота Мушиту в парке на три месяца с октября по декабрь, что делает это крупнейшей миграцией млекопитающих в мире. В парке обнаружено более 471 вида птиц. Там находится аэродром.

## История
Касанка был первым национальным парком Замбии, который управлялся частно-государственным партнерством. Финансируемая из частных средств компания Kasanka Trust Ltd работает с 1986 года и берет на себя все обязанности по управлению в партнерстве с Департаментом национальных парков и дикой природы (DNPW — ранее ZAWA).

## География

### Рельеф и гидрология
Касанка имеет переменную высоту от 1160 м (3810 футов) до 1290 м (4230 футов) над уровнем моря. Парк расположен в Замбии в округе Серендже. В то время как большинство источников указывают площадь парка около 390 км2 (150 квадратных миль), другие указывают площадь около 450 км2 (170 квадратных миль), что делает его одним из самых маленьких национальных парков в стране. Он имеет относительно ровный рельеф с несколькими примечательными особенностями рельефа, за исключением водопадов Мамбилима, расположенных недалеко от Центра охраны природы Касанка, и скалистых холмов Мпулулве и Бвалия Бемба. В парке находится девять постоянных озер, и он рассечен сетью рек и ручьев. Крупнейшие реки — Лувомбва, Мулембо, Касанка, Мулауши и болотистая река Мусола. Речные потоки и лагуны покрыты зарослями тростника и папируса. Все эти реки в конечном итоге сбрасывают свои воды друг через друга в реку Луапула, единственный сток для бассейна Бангвеулу и крупный приток реки Конго.

### Места обитания
В парке есть множество мест обитания. Лесной массив Brachystegia, также известный как лесной массив Miombo, занимает около 70% поверхности Касанки, перемежаясь травянистыми дамбо. Он очень богат видами деревьев и во многих местах образует полузакрытый полог, но также поддерживает хорошо развитый травянистый слой. Высокая частота пожаров уничтожает этот слой и молодые саженцы, и приводит к лесному массиву Miombo с большими, широко расставленными деревьями. Десятилетия «раннего выжигания» в парке привели к более естественному Miombo с сильным присутствием молодых деревьев и видов зарослей.
В Касанке встречаются вечнозеленые леса трех видов: мушиту или болотный лес, речные леса и очень небольшие участки матеше (сухой вечнозёленый лес). Мушиту характеризуется огромными красными махагониевыми деревьями, водяными ягодами и хининовыми деревьями среди прочего. Самый большой участок нетронутого Мушиту в районе Фибве ежегодно с октября по декабрь принимает у себя соломенно-цветных крыланов, что делает его крупнейшим местом обитания крыланов на Земле. Речные леса встречаются вдоль большинства рек в Касанке, а самые большие участки находятся вдоль Лувомбвы. Настоящий Матеше, вероятно, был распространен в исторические времена, но сейчас встречается редко из-за столетий частых пожаров. Все типы лесов подвержены риску частых лесных пожаров, поскольку виды деревьев, которые они поддерживают, не устойчивы к огню.
Чипья, также известная как лесной массив бассейна озера, имеет перемежающиеся деревья и не образует сомкнутого полога. Это добавляет солнечного света, который помогает расти высоким травам. Чипья подвержена очень частым пожарам в сухой сезон, что дало лесам их название, так как «чия» означает «сожженный» на местном языке. Чипья обычно встречается на относительно плодородных почвах и считается производной от огня формой Матеше.
Дамбо — это травянистые дренажные каналы и бассейны с небольшим количеством или без древесной растительности, но очень вкусными травами. Большинство древесных видов произрастают на открытых термитниках, поскольку дамбо, как правило, очень хорошо удерживают воду. Дамбо имеют жизненно важное значение для пастбищных видов млекопитающих, а также для нескольких лесных млекопитающих, которые предпочитают пастись на окраинах, особенно в сухой сезон. В парке есть несколько больших (несколько квадратных километров) травянистых равнин, таких как Чиньянгали недалеко от Фибве и равнина Чикуфве к востоку от реки Лувомбва.
Папирусные болота считаются жемчужинами Касанки с обширными болотами, поддерживающими большие участки густого папирусного болота и являющимися домом для неуловимой ситатунги
В Касанке есть девять постоянных озер и более 100 км (62 миль) рек, протекающих через парк. Многие реки, особенно Лувомбва на западе, способствуют росту лесов по берегам. Большие площади травянистых пойм находятся вдоль рек Касанка, Мулембо и Лувомбва. Реки и озера являются домом для разнообразных рыб и богаты другими формами водных и околоводных животных.

### Животные

#### Млекопитающие
Всего в парке зарегистрировано 114 видов млекопитающих. Несмотря на сильное сокращение популяции в прошлом, из-за продолжающегося присутствия антибраконьеров, популяция дичи в Касанке восстановилась. Пуку являются наиболее многочисленными антилопами и пасутся на травянистых поймах и дамбах по всему парку. Кустарниковый дукер, кустарниковая антилопа, бородавочник, верветка и павиан Кинда (родственник желтого павиана (Papio cynocephalus)) распространены по всему парку, а бегемот часто встречается в реках и озерах Касанки, в том числе в озере Васа, напротив главного домика. Касанка, возможно, лучшее место в мире, чтобы увидеть робкую и скрытную ситатунгу, которых в парке насчитывается около 500–1000 особей, и предлагает прекрасные возможности для наблюдения за редкой голубой мартышкой.
Слоны чувствуют себя всё лучше и лучше, и несколько племенных стад и быков-холостяков пересекают парк и прилегающую территорию охотничьего хозяйства. Несколько равнин, таких как Чикуфве, являются домом для обыкновенного ридбока, буйвола, чёрной антилопы и бубала Лихтенштейна, которые часто встречаются в сухой сезон. В парке встречается небольшая популяция равнинной зебры. Лошадиная антилопа, водяной козел Дефасса и стенбок Шарпа попадаются, но редки и редко видны, в то время как численность бородавочников увеличивается, и их можно увидеть часто. Желтоспинный дукер и обезьяна Молони, на которых в других местах охотятся браконьеры, также имеют устойчивый рост популяции в парке.
Самый крупный постоянный хищник в парке — леопард. Львы и гиены больше не являются постоянными жителями, но гиены стали сезонными гостями. Шакалы с боковыми полосами обычны и часто видны ранним утром. Встречается ряд более мелких хищников, из которых водяной мангуст, белохвостый мангуст, африканская циветта и большая тигровая генета обычно встречаются ночью, а стройного, полосатого и карликового мангуста часто можно увидеть пересекающими тропы в течение дня. Каракал, сервал, медоед и редкий мангуст Меллера встречаются, но их очень редко можно увидеть. Два вида выдры обитают в реках, болотах и озерах Касанки.

#### Летучие мыши
Первые из знаменитых пальмовых крыланов Касанки (Eidolon helvum) начинают прибывать к середине октября каждого года. К середине ноября гнездо достигает своей максимальной плотности, и численность оценивается примерно в восемь-десять миллионов. Считается, что это самая высокая плотность биомассы млекопитающих на планете, а также самая большая известная миграция млекопитающих. Прибытие летучих мышей обычно совпадает с началом первых дождей и созреванием многих местных видов фруктов и ягод, таких как масуку (дикая мушмула) и водяная ягода, которыми питаются летучие мыши. По оценкам, за три месяца летучие мыши потребляют 330 000 тонн фруктов.
Гнездо летучих мышей сосредоточено на одном из крупнейших оставшихся участков мушиту (коренного леса) в Касанке вдоль ручья Мусола. На опушке леса есть несколько превосходных «укрытий» на деревьях, которые обеспечивают возможность наблюдения за летучими мышами в полете на рассвете и в сумерках. Высокая концентрация летучих мышей привлекает хищников и падальщиков в лес летучих мышей. Боевые орлы, питоны, орлы-рыболовы, малые пятнистые и африканские ястребиные орлы, коршуны, стервятники и чеглоки относятся к числу хищных птиц, которые концентрируются на насесте в поисках легкой добычи, в то время как леопарды, водные вараны и крокодилы охотятся за летучими мышами, которым не повезло упасть на лесную подстилку.
Происхождение различных колоний, составляющих эту «мегаколонию», никогда не было полностью установлено, однако известно, что летучие мыши прилетают из других частей Африки, включая Конго. Исследования показывают, что обилие фруктов в течение сезона является основной причиной миграции. Прилет летучих мышей начинается постепенно в течение первой недели октября, пик численности приходится на ноябрь и начало декабря. Численность начинает снижаться примерно во вторую неделю декабря. Отлет последних летучих мышей в последние годы становится всё более поздним, и теперь последние летучие мыши, как правило, покидают Касанку в начале января. Исследование, опубликованное в African Journal of Ecology, показало, что миграционное воздействие летучих мышей может в конечном итоге поставить под угрозу жизнеспособность сезонного убежища, поскольку оно увеличивает более быструю гибель деревьев . Фонд Касанки реализует обширную программу управления пожарами для защиты леса от разрушительных пожаров, которые со временем сократили размер леса. Была создана «Зона отчуждения от пожаров», которая со временем позволит естественному восстановлению леса летучих мышей, чтобы защитить уникальное явление.

#### Птицы
По словам доктора Яна Синклера, одного из ведущих орнитологов Африки, Касанка, одно из лучших мест для наблюдения за птицами в Африке. С более чем 330 видами, зарегистрированными на этой относительно небольшой территории без высотных изменений, будет трудно спорить с этим утверждением. В Касанке много разнообразием мест обитания, каждое из которых является домом для своего собственного сообщества видов птиц, многие из которых редки или необычны.
На реке Лувомвба или любой другой крупной реке в парке можно обнаружить рыбную сову Пеля, африканского плавниконогого, полуворотникового зимородка, турако Росса и щурку Бёма. Обширные водно-болотные угодья Касанки поддерживают некоторые виды, которые нелегко увидеть в других местах, такие как рыжебрюхая цапля, малая якана и африканский карликовый гусь. Китоглав был подтвержден впервые за 20 лет в конце 2010 года, а гнездящаяся пара журавлей-серёжек и их потомство встречаются часто. Болотная чагра, меднохвостая шпорцевая кукушка, длиннокоготь Фуллеборна, амадина, бледношапочная, каркающая и короткокрылая цистикола, каштановоголовый и полосатогрудый пушистый хвостатый, арлекин и голубой перепел, чернопоясничная перепёлка и болотный астрильд — вот некоторые из особых видов на окраинах водно-болотных угодий и в больших дамбо.
Мушиту является домом для широкого спектра других видов, востребованного трогона Нарина часто можно услышать и увидеть на небольших участках леса недалеко от Понтун и Фибве. Встречаются и другие виды, такие как сине-спинная хохлатая мухоловка, турако Шалова, коричнеголовый апалис, черноспинный бородач, серый свиристель, малиновка Бокажа, западноафриканский (оливковый) дрозд, тёмноспинный ткач, краснозобый двухпятнистый, зеленый двухпятнистый, красноспинный манникин, зелёноголовая нектарница, желтопоясничный медоед, чешуйчатый медоуказчик, бледный медоуказчик, пурпурногорлый кукушонок, чернозобый сероглаз, желтогорлый листовертка и малый, серо-оливковый, желтобрюхий и зеленый бычок Кабаниса.
Однако, возможно, самыми богатыми для наблюдения за птицами районами Касанки являются обширные участки лесов миомбо. Здесь обитает множество специализированных видов, многие из которых не встречаются за пределами субрегиона. К ним относятся черношейный и зеленошапочный эремомелас, ракетохвостая сизоворонка, рыжебрюхая и серая синицы миомбо, серая синица-ремезовик, лесной и кустарниковый конёк, пятнистый полёвка, белохвостая синяя мухоловка, мухоловка Бёма, желтобрюхая хилиота, красношапочный кромбек, овсянка Кабаниса, рейхаров и черноухий зерноядный певун, миомбский дрозд, толстоклювая кукушка, нектарница Анкиеты и пестрые бородастики Анкиеты, Уайта и Миомбо

#### Другие дикие животные
В дополнение к крупной и более заметной дичи и диким животным, Касанка является домом для разнообразных насекомых и других членистоногих. Многочисленные реки и болота являются домом для широкого спектра тростниковых лягушек и других земноводных. В реках обитают крупные крокодилы, а вдоль рек Касанка и Лувомбва можно увидеть огромные особи. Также встречаются крупные нильские вараны, как и черепаха Спика. Распространенные виды змей включают африканского каменного питона, лесную кобру, полосатого олимпийского полоза, оливкового болотного полоза и геральдического полоза. Встречаются три геккона, один агама, пять сцинков, один червеобразный ящер и два вида ящериц.

## Администрация и управление
Управление дикой природой в Замбии считается одним из самых хорошо управляемых и администрируемых среди всех стран Африки. Управление сталкивается с постоянно растущими проблемами из-за быстро растущего населения страны. Это проявляется в увеличении браконьерства и незаконной вырубки в национальных парках, вторжения и вырубки лесов из-за производства древесного угля и сельскохозяйственной деятельности. В 1980-х годах администрация Замбии столкнулась с нехваткой обученного персонала, транспорта и патрулей, что заставило правительство обратиться за поддержкой к НПО и частным организациям. Посетив заброшенный и совершенно неразвитый национальный парк Касанка в первый раз в 1985 году и услышав выстрелы, покойный Дэвид Ллойд, британский колониальный офицер, впечатленный широким спектром мест обитания и удивительными пейзажами, пришел к выводу, что если там всё ещё есть браконьерство, то там всё ещё должна быть дикая природа. Он сделал миссией своей жизни развитие парка и сохранение биоразнообразия Касанки.
В 1987 году был основан «Kasanka Trust» (KTL) как некоммерческая благотворительная организация с освобождением от налогов в Замбии. С тех пор он стал зарегистрированной благотворительной организацией в Соединенном Королевстве и Нидерландах. «Kasanka Trust» заключил Меморандум о взаимопонимании с Департаментом национальных парков и дикой природы (ранее ZAWA - Управление дикой природы Замбии) и в соответствии с этим соглашением отвечает за инфраструктуру и управление средой обитания, работу с общественностью и туризм. Он стал первым национальным парком, которым управляет частная организация. DNPW сохраняет за собой ответственность за работу по борьбе с браконьерством в парке и прилегающей зоне управления охотой совместно с «Trust». «Kasanka Trust» стремится покрывать свои расходы за счёт доходов от туризма, однако он по-прежнему зависит от внешнего финансирования в виде грантов и пожертвований для части своего бюджета.
С момента участия KTL в Касанке был достигнут значительный прогресс, была создана обширная сеть дорог, а также отличная туристическая инфраструктура, общественный центр охраны природы и внедрены эффективные меры по борьбе с браконьерством. В Фонде работают около 60 местных сотрудников, и он имеет постоянную программу по работе с общественностью в близлежащих общинах, включая, среди прочего, спонсорство учащихся средних школ, продвижение методов природоохранного земледелия, программу по урегулированию конфликтов между человеком и слоном и продвижение природоохранного послания в местных деревнях. В 2011 году Фонд Касанки начал работу в неосвоенном и истощенном национальном парке Лавуши Манда площадью 1600 км2 при поддержке Всемирного банка

## Внешние ссылки
- Kasanka National Park website
- Kasanka Trust website